# Elena Lacková
Elena Lacková (ur. 22 marca 1921 w Wielkim Saryszu, zm. 1 stycznia 2003 w Koszycach) – słowacka pisarka i dramatopisarka pochodzenia romskiego, pisząca w języku romskim.

## Życie i twórczość
Jej rodzicami byli Polka i romski skrzypek, Mikuláš Doktor. Miała ośmioro rodzeństwa. Po ukończeniu szkoły podstawowej, do której chodziła tylko w zimie, w pozostałym okresie zajmowała się zbieraniem runa leśnego, by wspomóc rodzinę. Naukę kontynuowała w Preszowie w latach 1932–1935.
Pierwszy wiersz London – Paris – Veľký Šariš napisała w 1935, a w 1939 napisała swoją pierwszą sztukę teatralną Przesadzony kwiat. Sztuka została jednak zakazana przez władze i nigdy nie została wystawiona.
Wyszła za mąż za Jozefa Lacko, z którym miała sześcioro dzieci. Dwoje z nich zmarło w czasie II wojny światowej. Wojenne doświadczenia stały się przewodnim elementem jej twórczości. W 1948 opublikowała sztukę Horiaci cigánsky tábor (Płonący cygański tabor). Po tym jak o amatorskich próbach z lokalnymi mieszkańcami doniosła prasa, aktorzy zostali zaproszeni przez Ministerstwo Spraw Socjalnych do wystawiania jej w przygranicznych regionach Czech, gdzie osiedlili się Romowie.
W latach 1949–1951 była pracownikiem oświatowym w Preszowie, od 1961 w domu kultury w Uściu nad Łabą.
W 1970 ukończyła studia na Wydziale Filozoficznym Uniwersytetu Karola w Pradze jako pierwsza Romka ze Słowacji.
Była współzałożycielką Związku Cyganów-Romów w Pradze, w którym pracowała do 1973. W latach 1976–1980 była bibliotekarką w Lemešanach.
Od 1990 jej sztuki są wystawiane przez zawodowy teatr romski Theatre Romathan.
W 1993 została członkiem Związku Pisarzy Słowackich.
Publikowała w założonym przez siebie romskim czasopiśmie „Romano nevo ľil”.
Swoją autobiografię Narodila jsem se pod šťastnou hvězdou opowiadała w języku romskim przez osiem lat Milenie Hübschmannovej. Została przetłumaczona na czeski, francuski, angielski, bułgarski, węgierski i hiszpański. W 2001 książka otrzymała Premio Hidalgo internacional.  
Zmarła w domu opieki w Koszycach, w którym spędziła ostatnie lata życia.

## Twórczość
Opracowano na podstawie materiału źródłowego
- 1935 – London – Paris – Veľký Šariš: wiersz
- 1946 – Horiaci cigánsky tábor (Płonący cygański tabor): sztuka teatralna
- 1952 – Nový život (Nowe życie): sztuka teatralna
- 1955 – Rómské srdce (Romskie serce): sztuka teatralna
- 1988 – Žužika: słuchowisko
- 1992 – Rómske rozprávky / Romane paramisa: książka
- 1994 – Veľký primáš Baro / Baro primašis Baro: opowiadania
- 1997 – Narodila jsem se pod šťastnou hvězdou (Urodziłam się pod szczęśliwą gwiazdą): autobiografia
- 2003 – Husle s tromi srdcami / Lavuta trine jilenaca (Skrzypce z trzema sercami): opowiadania

## Nagrody i odznaczenia
- 1989 – Prix Bohemia na festiwalu w Pilźnie za słuchowisko Žužika[5]
- 2001 – Order Ľudovíta Štúra 3. klasy[5][1]